# Bengt Bagge (död 1577)
Bengt Halstensson Bagge (till Berga), född 1510 i Högsby socken, död 1577 i Stockholm, var svensk ämbetsman och militär.

## Biografi
Han tillhörde ätten Bagge af Berga som son till Halsten Månsson Bagge och Katarina Slatte, samt bror till, Anders, Bröms och Peder Bagge.
Bengt Halstensson Bagge nämns som fogde i Handbörds och Uppvidinge härader från 10 november 1556 till 1559, och som häradshövding i Sevede härad den 7 september 1558. 1560 förseglade han bland adeln Gustav Vasas testamente. 
Bengt Halstensson Bagge deltog i fälttåget i Blekinge 1564. Den 6 maj 1565 nämns han som ryttmästare för Amund Stenssons ryttare. Samma år, närmare bestämt 20 oktober, deltog han i slaget vid Axtorna. Bengt Halstensson Bagge var sedan knektöverste under tåget mot Norge den 18 februari 1567. Den 13 juni samma år var han hövitsman över åtta örlogsskepp. Senare samma år var han underbefälhavare på Hector tillsammans med brodern Peder. 
Som många andra frälsemän i Småland angav Bengt Halstensson Bagge vid hertigarnas (sedermera Johan III och Karl IX) uppror (mot brodern Erik XIV) trohetsförsäkran till Johan den 10 september 1568. Den 6 april 1569 nämns han som  amiral över en örlogsflotta i Kalmarsund. 
Senare beskylldes Bengt Halstensson Bagge och hans bröder för otrohet mot kung Johan, som den 29 mars 1577 gav befallning att Bengt Halstensson Bagge och hans bror Peder skulle gripas. Även Bengt Halstensson Bagges hustru och son samt bröderna Anders och Bröms skulle fängslas på Kalmar slott. Bengt Halstensson Bagge blev i april dömd för förräderi och halshuggen i Stockholm, samtidigt som gården Berga drogs in till kronan. Den återgavs dock till arvingarna 1621 av Gustav II Adolf.

### Familj
Bagge gifte sig 13 mars 1557 på Stockholms slott med Margareta Somme, dotter av ståthållaren Germund Svensson (Somme) på Kalmar slott och Anna Henriksdotter Scharffenberg. De fick tillsammans barnen kaptenen Erik Bagge, Karin Bagge som var gift med Gustaf Axelsson (Lillie af Gregor Mattssons ätt) och Mauritz Siöblad och Brita Bagge som var gift med Truls Persson (Kåse).